# Sony Ericsson Satio
El Satio es el primer modelo de Sony Mobile Communications con cámara de 12 megapíxeles y dotado de una pantalla táctil de 3,5 pulgadas. Además, cuenta con conexión Bluetooth A2DP (audio inalámbrico), Wi-Fi y una memoria 8 GB en tarjeta microSD. El teléfono dispone de altas cualidades multimedia como es el reproductor MP3 o la posibilidad de comprar música en PlayNow Arena.

## Características

### Cámara
El Sony Ericsson Satio cuenta con un diseño que gira en torno a la cámara. La principal característica física es la tapa para el objetivo.
Cuenta con un sensor de 12 MP. Además de sus megapíxeles, cuenta con otras características importantes como el
flash híbrido de xenón y LED. Este tipo de flash combina las virtudes de ambos. La potencia del flash xenón es alrededor de diez veces superior a la del LED, por lo que las capturas en ambientes con poca luminosidad serán de mayor calidad. Al ser un haz con más energía, su propagación será mayor en el espacio y nos permitirá tomar instantáneas a mayor distancia sin mermar la calidad de una forma notoria. 
En las capturas, el flash LED tiene como función iluminar el entorno para facilitar el autoenfoque. Cuando el enfoque es el idóneo, el LED se apaga para dar paso al fugaz pero intenso destello del Xenón. Aunque participa en las capturas de fotos, la principal función del LED es la de abrir camino en la oscuridad a la cámara en modo vídeo, ya que el xenón, tras un uso continuado y prolongado, agotaría la batería en un breve periodo de tiempo, todo lo contrario al LED.
El sensor de brillo ayuda a controlar el brillo de la pantalla, que variará dependiendo de las condiciones ambientales.
Geoetiquetado mediante A-GPS, que añade la información sobre la posición.
Cuenta con un zoom digital de hasta 12 aumentos. Aunque tiene muchos megapíxeles, si se abusa de aumentos superiores a 6x, la calidad de la foto baja considerablemente.

### Conectividad
Además de HSDPA/HSUPA a 7,2 Mb/s, el terminal también tiene Wi-Fi 802.11 b/g, DLNA y Bluetooth 2.0 con A2DP. Incluso dispone de algunas conexiones secundarias como el entorno Pictbridge para enviar fotos directamente a la impresora. Es un teléfono pensado para estar siempre conectado a internet. Permite streaming de vídeo y lleva preinstalados accesos a Youtube, Facebook o Google Maps. Respecto a este último, el Satio también integra A-GPS por lo que se puede usar como un navegador.

### Baterías y almacenamiento
La batería del dispositivo es de 1.000 mAh.
El almacenamiento se puede realizar en su memoria interna de 128 Mb o en tarjetas MicroSD de hasta 32 Gb. El teléfono incluye una MicroSD de 8Gb en la caja.
En cuanto a extras, cuenta con Radio FM con RDS o control de funciones mediante gestos.

### Multimedia y controles
Externamente, el frontal del Satio está prácticamente copado por la pantalla de 3,5 pulgadas con resolución 360×640, formato 16:9 y 16 millones de colores. El formato de la pantalla y su resolución explican el conector de salida de TV que permitiría al teléfono conectarse a un televisor para reproducir vídeo o música, lo que el dispositivo hace con total soltura. Alrededor de la pantalla sólo queda espacio para la cámara secundaria VGA para videollamadas y los botones de colgar y descolgar. Los laterales cuentan con más controles como los de volumen, el disparador de la cámara o el botón de bloqueo. No obstante, la mayor parte de funciones se manejan desde la pantalla.

### Sistema operativo
Cuenta con el sistema operativo Symbian S60 V5. La disposición de los menús no ha cambiado, todo está en “su sitio”. Tiene aplicaciones básicas como la calculadora, calendario, email, grabadora de sonidos, etc. todas ellas comunes en Symbian. Una de las pocas novedades es “SMS Preview”, que nos muestra en pantalla el texto del SMS recibido. El teclado virtual tampoco varía respecto al Symbian de Nokia, con un teclado qwerty completo en pantalla apaisada, mini qwerty y alfanumérico. El mayor cambio radica en la interfaz multimedia, sobre todo.
Empezando por la pantalla principal, se puede escoger entre seis tipos diferentes que atienden al tipo de distribución. Aquí Vodafone empieza a aparecer y propone una pantalla principal que engloba todos sus servicios. De todas las probadas, se centraron en la que se llamó “Sony Ericsson”, por ser la más práctica y completa. Con esta pantalla principal tendremos cinco accesos directos. Cada uno de estos está dedicado a facilitar el acceso a diferentes servicios como los favoritos de Internet, contactos más usados, galería de fotos y un listado de accesos directos a aplicaciones y ajustes previamente elegidos por el usuario.

## Especificaciones
| Característica         | Especificación |
| ---------------------- | --- |
| Estándar               | 850 / 900 / 1800 / 1900 / 2100 GSM / EDGE / UMTS / HSDPA-HSUPA 7,2/3,6 |
| Dimensiones            | 112 x 55 x 13.3 mm Peso: 126 g |
| Memoria                | Memoria interna de 128Mb ampliable por tarjetas microSD de hasta 32 GB |
| Pantalla               | LED táctil 3,5 pulgadas (360×640 píxeles) 16 millones de colores Formato 16:9 |
| Cámara                 | Sensor 12,1 Megapíxeles Flash de Xenón integrado Autoenfoque Detector de rostros y sonrisas Grabación de vídeo Cámara secundaria para videollamadas Zum digital de hasta 12x BestPic™ Geo tagging de fotos Estabilizador de imagen Photo feeds Photo fix Envío a web Reducción de ojos rojos Enfoque táctil Video light                                 |
| Multimedia             | Reproducción de música, vídeo y fotos Formatos compatbiles: JPEG / MP3 / AAC / WMV / MPEG4 / H.263 / H.264 Sintonizador radio FM con RDS Soporte Java Facebook, Google Maps y Youtube integrados PlayNow™ TrackID™ |
| Controles y conexiones | Sistema operativo Symbian S60 5.0 Tecla de llamada/descolgar/aceptar Tecla de rechazar/colgar llamadas Control de volumen lateral Botón disparador de la cámara A-GPS integrado Acelerómetro Cable USB Salida Sony para auriculares Ranura para tarjetas microSD Visualizador de documentos Sin cables: HSDPA, Wifi 802.11 b/g y Bluetooth 2.0 con A2DP |
| Batería                | Batería de 1.000 mAh |